# Die Zeit ist einsam
Chansons représentant l'Autriche au Concours Eurovision de la chanson
Kinder dieser Welt
(1985) Nur noch Gefühl
(1987)
Die Zeit ist einsam (en français, Le Temps est solitaire) est la chanson représentant l'Autriche au Concours Eurovision de la chanson 1986. Elle est interprétée par Timna Brauer.
La chanson est la seizième de la soirée, suivant Tóra Zo interprétée par Elpida pour Chypre et précédant E' de' det här du kallar kärlek ? interprétée par Monica Törnell et Lasse Holm pour la Suède.
À la fin des votes, Die Zeit ist einsam obtient douze points et prend la dix-huitième place sur vingt participants.

## Source de la traduction
- (en) Cet article est partiellement ou en totalité issu de l’article de Wikipédia en anglais intitulé « Die Zeit ist einsam » (voir la liste des auteurs).